# 44455 Artdula
44455 Artdula è un asteroide della fascia principale. Scoperto nel 1998, presenta un'orbita caratterizzata da un semiasse maggiore pari a 2,5310365 UA e da un'eccentricità di 0,1842532, inclinata di 12,10539° rispetto all'eclittica. Ha un diametro di 2,690 km.